# Erli
Erli är en ort och kommun i provinsen Savona i regionen Ligurien i Italien. Kommunen hade 227 invånare (2018).